# Parallax
『parallax』（パララックス）は、アメリカ合衆国の日本人ロックバンド、THE RiCECOOKERSの2ndフルアルバム。2013年11月27日にAnchor Recordsから発売。
前作『【sélf】』以来の約2年4か月ぶりのフルアルバム。『劇場版 SPEC〜結〜』の主題歌「audioletter」を含む全10曲が収録されている。
タイトルの『parallax』は視差という意味で、さまざまな視点から曲を聴いてもらいたいという考えから付けられた。

## 収録曲
1. audioletter [6:02]
作詞・作曲：Tomomi Hiroishi
  - 東宝配給映画『劇場版 SPEC〜結〜』の主題歌。堤幸彦監督から「最後だから最後にふさわしい楽曲が欲しい」という要望と「結」を含む『SPEC』全体のイメージをもとに書き下ろされたロックバラード[1][2]。2014年1月に期間限定で公開されたミュージック・ビデオは堤が監督したものだが、同作に吉川州役で出演し、下北沢でのTHE RiCECOOKERSのステージを観て感動した北村一輝が堤と意気投合したことから制作が決まった[2]。映像には北村が出演し、裸で女性とからむエロティックな作品になった[2]。このMVは同映画DVD・BD化の際『プレミアム・エディション』の映像特典に収録された。
  - 『漸ノ篇』では、アレンジの異なる「audioletter acoustic ver.」が使用されている。
  - タイトルは歌詞の内容からとっていて、2つのもののコミュニケーションを手紙でとるのを、音で伝えたかったから「audioletter」という造語になった[3]。
  - サビの単語が続いている部分はモールス信号をイメージしている[4]。
2. iro [3:33]
作詞・作曲：Tomomi Hiroishi
  - デジタルで録音したものを一旦アナログテープに落としてからマスタリングしている。
  - 「free」「NEVER DIE」「will not」も同様の作業を施してる。
3. メタモルフォーゼ [4:52]
  - チャイナシンバルが使われている。

作詞・作曲：Kota Fujii
4. Nobody Man [5:18]
作詞・作曲：Kota Fujii
5. アスタリスクの夜空 [5:03]
作詞・作曲：Kota Fujii
6. 空が広かった頃 [3:20]
作詞・作曲：Kota Fujii
7. Voice of Silence [3:59]
作詞・作曲：Kota Fujii
  - 『SPEC』の世界観にインスピレーションを受け、制作された楽曲。
8. free [4:27]
作詞・作曲：Tomomi Hiroishi
  - トランスの定番テンポである135bpmで、トランス好きの廣石が意図的にこのテンポにしている。
9. NEVERDIE [4:04]
  - チャイナシンバルが使われている。

作詞・作曲：Tomomi Hiroishi
10. will not [2:59]
作詞・作曲：Tomomi Hiroishi